# Partido judicial de Aracena
El partido judicial de Aracena es uno de los 85 partidos judiciales en los que se divide la comunidad autónoma de Andalucía y creado por Real Decreto en 1983, como número uno de los seis en que se divide la provincia de Huelva, en España.

## Ámbito geográfico
El ámbito territorial, que viene regulado por el Real Decreto 529/1983, de 9 de marzo, comprende los municipios:

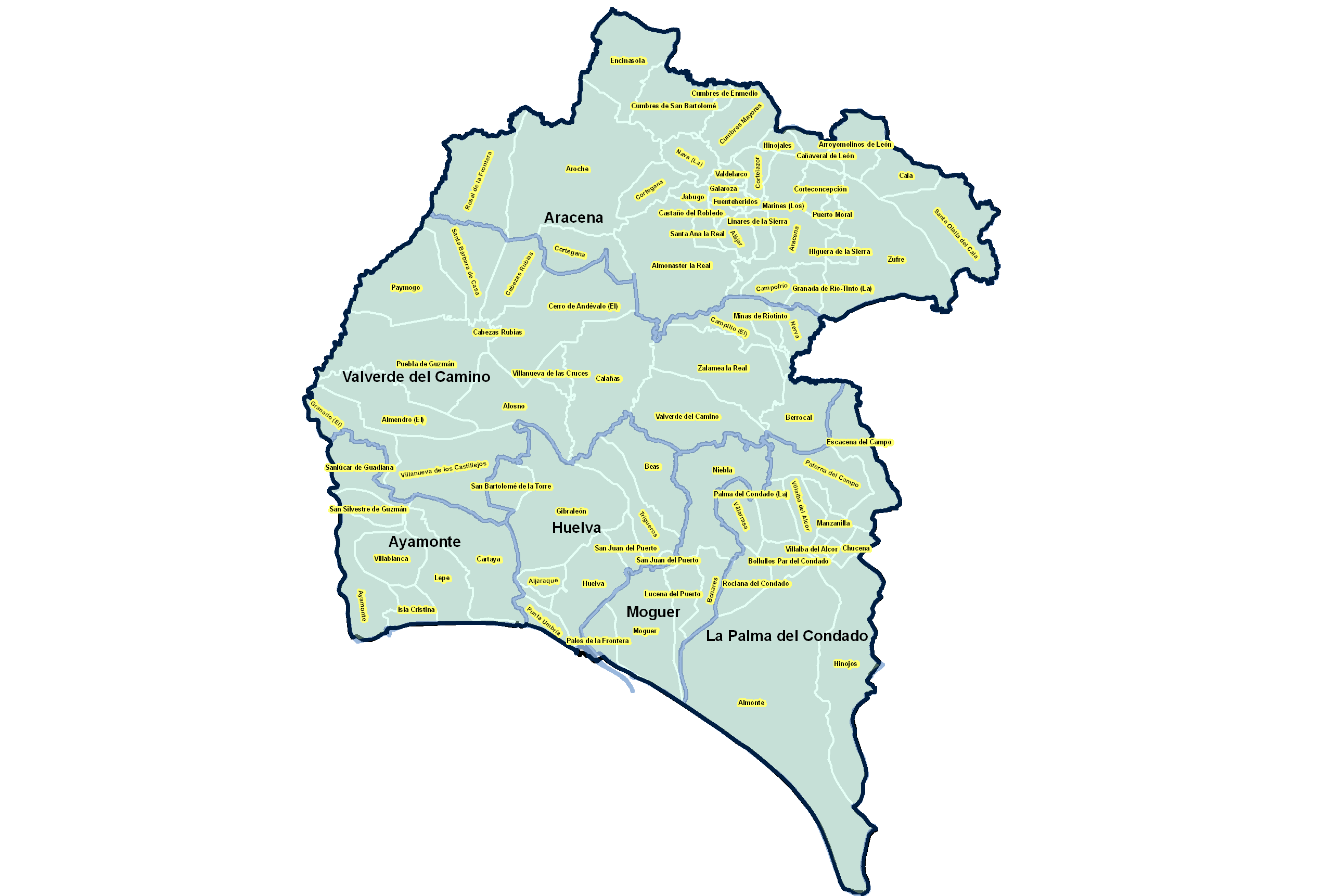
Partidos judiciales de la provincia de Huelva.

| Partido Judicial | Capital de partido | Municipios que comprende |
| ---------------- | ------------------ | --- |
| 1                | Aracena            | Alájar, Almonaster la Real, Aracena, Aroche, Arroyomolinos de León, Cala, Campofrío, Cañaveral de León, Castaño del Robledo, Corteconcepción, Cortegana,Cortelazor, Cumbres de Enmedio, Cumbres de San Bartolomé, Cumbres Mayores, Encinasola, Fuenteheridos, Galaroza, La Granada de Río-Tinto, Higuera de la Sierra, Hinojales, Jabugo, Linares de la Sierra, Los Marines, La Nava, Puerto Moral, Rosal de la Frontera, Santa Ana la Real, Santa Olalla del Cala, Valdelarco y Zufre. |